# Candor (Karolina Północna)
Candor – miasto w Stanach Zjednoczonych, w stanie Karolina Północna, w hrabstwie Montgomery.